# Lapoblación (concejo)
Lapoblación es una villa y concejo, capital del  municipio compuesto homónimo, situada en la Comunidad Foral de Navarra, España de la merindad de Estella, en la comarca de la Estella Occidental. En 2014 su población era de 31 habitantes (INE).

## Geografía
El término de esta villa está delimita por el norte por Marañón y Bernedo, en Álava, que también delimita por el este, junto con Cripán, por el sur con Yécora (Álava) y el municipio alavés de Oyón mientras por el oeste mantiene su conexión navarra con Meano.

### Demografía
| 2000 | 2001 | 2002 | 2003 | 2004 | 2005 | 2006 | 2007 |
| ---- | ---- | ---- | ---- | ---- | ---- | ---- | ---- |
| 50   | 54   | 49   | 44   | 44   | 41   | 40   | 14   |

## Historia
No se conservan los fueros que pudo tener y por tanto se desconoce qué rey la fundó ni cuándo, aunque se sabe que tuvo asiento como buena villa en las Cortes de Navarra durante el siglo XIV.
Antiguamente era conocida también como La Población de Marañón, para evitar confusiones con uno de los burgos de Pamplona, La Población de San Nicolás. Este nombre fue cayendo en desuso tras el Privilegio de la Unión, ya que dejó de ser necesario distinguir ambas poblaciones.

## Arte y arquitectura
- Parroquia de Nuestra Señora de la Asunción. De estilo protogótico probablemente de comienzos del siglo XIII.
- Casa barroca blasonada de estilo rococó
- Hospital medieval de Santa María, quedan restos de este antiguo hospital con dos portalones de fines del siglo XV en cuyas claves aparece, en caracteres góticos, la leyenda que indica el carácter del edificio.

## Fiestas
- Entre el 15 y el 17 de agosto se celebran las fiestas patronales en honor de la Virgen y San Roque.